# Dolmen de Lhomme
Le dolmen de Lhomme, également appelé dolmen de Maupertuis est un dolmen situé à Lhomme, en France.

## Localisation
Le dolmen est situé au nord-est de la commune de Lhomme, dans le département français de la Sarthe (département).

## Description
Le dolmen de Lhomme forme un quadrilatère d'une vingtaine de mètres carrés. Sa table repose sur sept pierres debout.

## Historique
L'édifice est inscrit au titre des monuments historiques depuis le 8 février 1984.